# Casa Josep A. Massip
La Casa Josep A. Massip és una obra modernista d'Argentona (Maresme) inclosa a l'Inventari del Patrimoni Arquitectònic de Catalunya.

## Descripció
És una casa situada al cor del veïnat d'en Lledó. Com la resta de les torres és d'estil modernista, molt visible en el tractament de finestres, portes i arcs del porxo d'entrada. Aquests elements reprodueixen per la seva forma i per la distribució exagerada de l'obra vista a mode de motllures, les finestres i porten de les cases centreeuropees, concretament dels Països Baixos. Aquest recurs és molt emprat pels arquitectes del modernisme que, combinant l'obra vista i l'arrebossat de tons suaus propi de les cases mediterrànies, donen un caràcter molt propi al modernisme català. L'estructura de la casa correspon a la de casa d'estiueig convencional.